# Dete
Dete (sprich: Dett) ist eine dörfliche Gemeinde in der Provinz Matabeleland North in Simbabwe. Dete hat etwa 1000 Einwohner.

## Geografische Lage
Dete liegt auf einer Höhe von etwa 1110 m über NN, zwischen Bulawayo und Victoria Falls am südöstlichen Ende des Hwange National Park, dessen Lodge- und Hotelzentrum es ist.

## Geschichte
In der Einfahrt des Bahnhofs ereignete sich am 1. Februar 2003 der schwere Eisenbahnunfall von Dete, bei dem bis zu 50 Menschen starben, als ein Personenzug und ein entgegenkommender Güterzug frontal zusammenstießen.

## Infrastruktur
Dete hat einen Bahnhof an der Bahnstrecke Bulawayo–Victoria Falls. Hier hält auch der Shongololo-Express, ein südafrikanischer Luxuszug, auf seinen Rundfahrten. Der Ort lebt vom Tourismus. Er liegt an der Straße von Bulawayo nach Livingstone in Sambia und ist eine traditionelle Zwischenstation auf der Reise von Bulawayo zu den Victoria-Fällen. Hotels, Campingplätze und B&B-Häuser bieten Unterkünfte.
Das Management des Hwange National Park hat in Dete seinen Sitz, ebenso wie die Organisation Painted Dog Conservation, bei der man etwas über das Leben und die Erhaltungsmaßnahmen der stark gefährdeten Afrikanischen Wildhunde erfahren kann.
Im Ort gibt es eine Grundschule und ein kleines Krankenhaus.